# Tão Ontem
Tão Ontem é um romance individual escrito pelo escritor americano Scott Westerfeld. O livro foi lançado pela primeira vez nos Estados Unidos em 2004, pela Editora Razorbill. No Brasil, foi traduzido por Rodrigo Chia e lançado pela Editora Galera Record em 2007.
O livro possui 322 páginas e ISBN 8501076899.

## Sinopse
Você já pensou em quem foi o primeiro a usar a carteira presa por uma corrente ou quem começou a usar calças grandes demais de propósito? E o primeiro a usar o boné virado para trás? Esses são os Inovadores, as pessoas no topo da pirâmide de consumo. Aos 17 anos Hunter é um Caçador de Tendências, os segundos na pirâmide. Seu trabalho: identificar o que há de mais novo e legal para o mercado seguir. Seu modus operandi: observar sem se envolver. Mas a partir do momento que ele conhece Jen, uma Inovadora, ele não consegue evitar se envolver. E muito.
A dupla é chamada para uma reunião misteriosa com Mandy, chefe de Hunter. Mas o encontro não acontece e tudo que descobrem é o celular de Mandy em um prédio abandonado. De uma hora para outra, Hunter e Jen se vêem envolvidos em uma guerra do mercado: um carregamento repleto com os tênis mais legais que já viram, anúncios de produtos que não existem e um obscuro grupo dedicado a desmantelar a cultura consumista como conhecemos.